# Skałka z Krzyżem

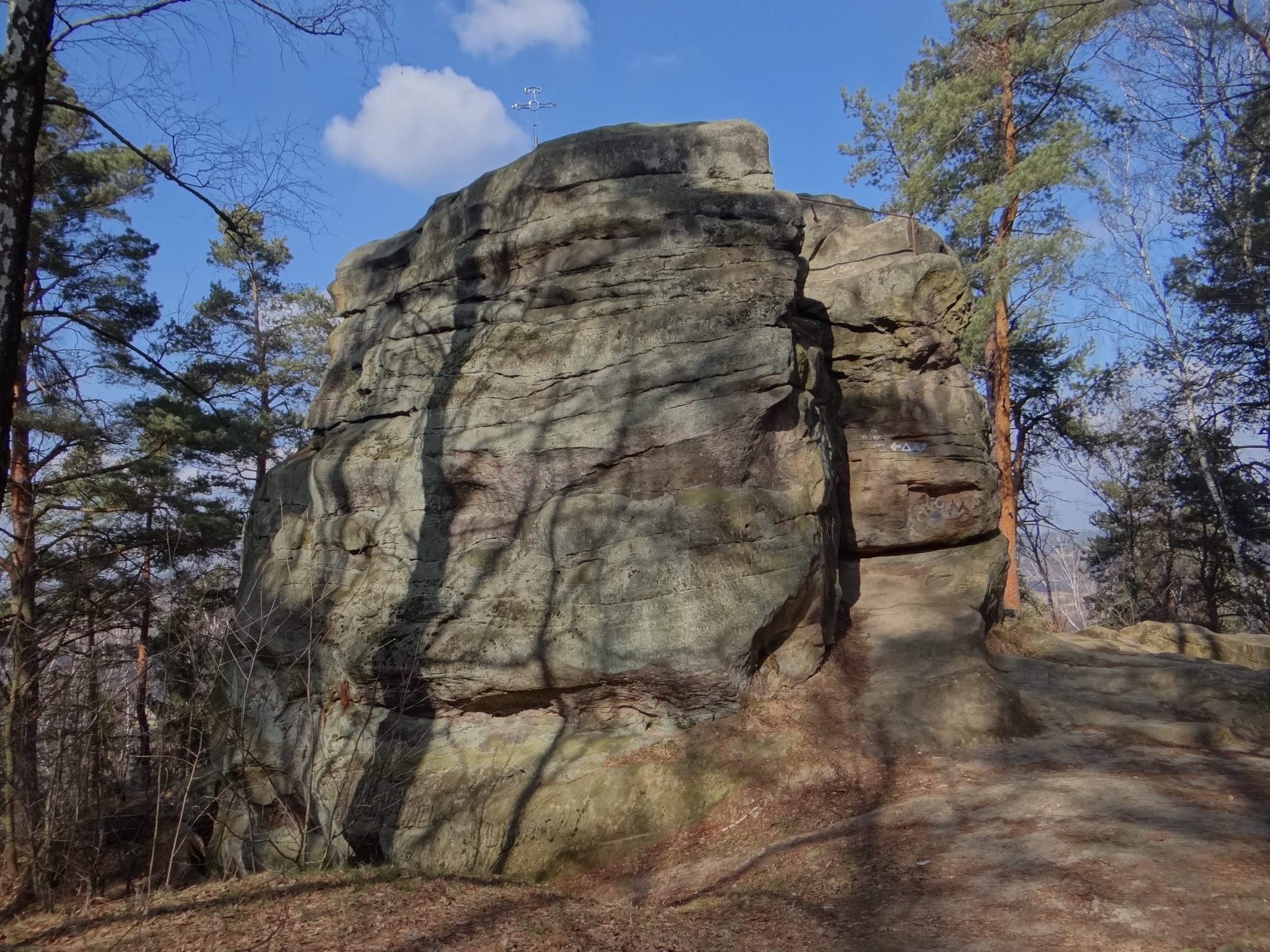

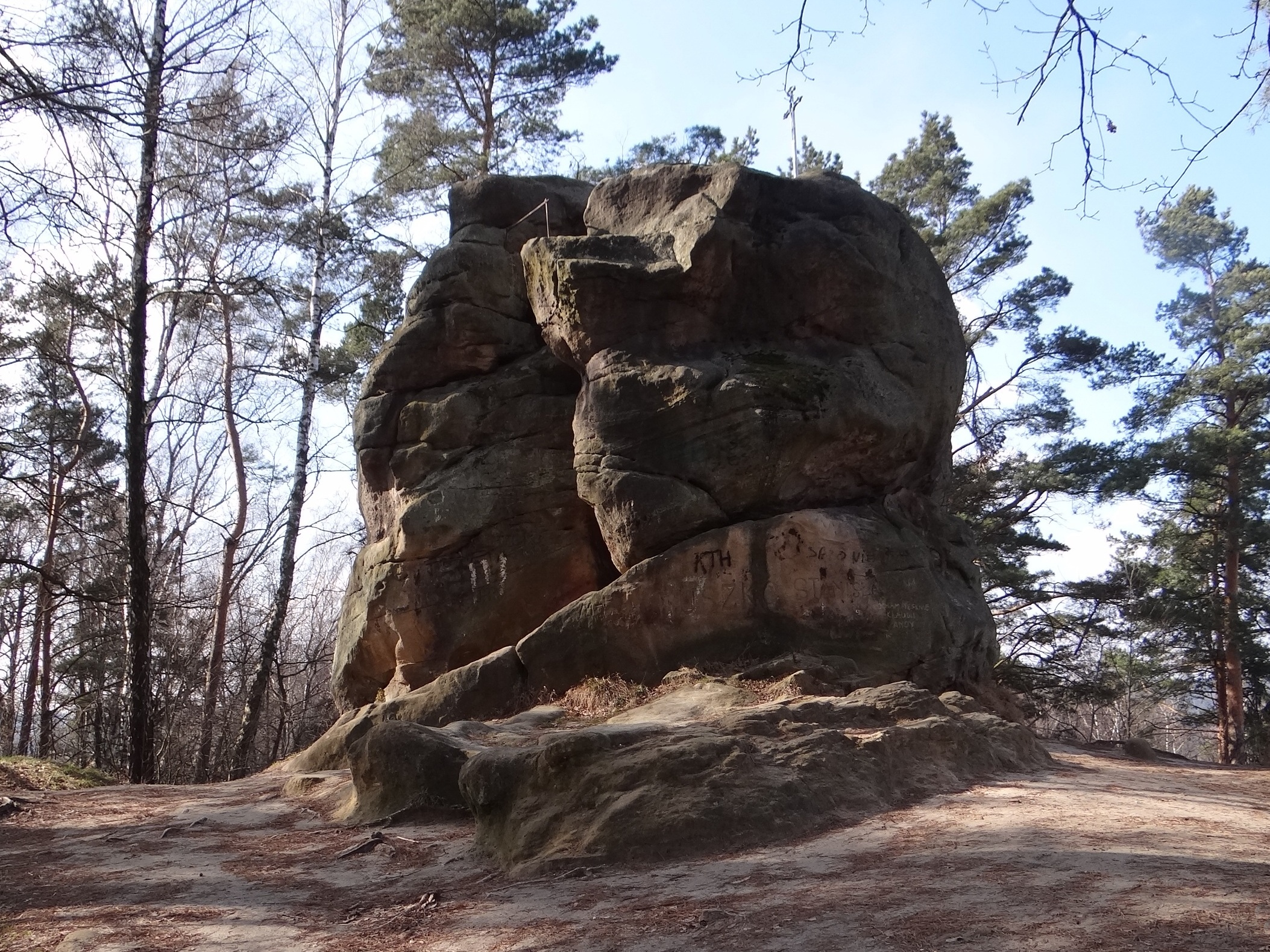

Skałka z Krzyżem lub Skała z Krzyżem – jedna ze skał w rezerwacie przyrody Skamieniałe Miasto na Pogórzu Ciężkowickim w mieście Ciężkowice w województwie małopolskim, w powiecie tarnowskim, w gminie miejsko-wiejskiej Ciężkowice. Znajduje się w najwyższej jego części, nad stromym stokiem opadającym do Ciężkowic. Jest to ambona skalna o wysokości 9 m. Można na nią wejść przez wąski Kominek w Skale z Krzyżem w jej wnętrzu, i jest to jedyna skała w Skamieniałym Mieście udostępniona do wspinaczki. Na szczycie ambony zamontowano metalowy krzyż. Z wierzchołka rozciąga się widok na północ. Widoczne są Ciężkowice, dolina rzeki Białej i wzniesienia Pogórza Wiśnickiego. Wieczorem skałka jest podświetlona.
Skała zbudowana jest z piaskowca ciężkowickiego płaszczowiny śląskiej Karpat Zewnętrznych. Piaskowiec ten powstał w wyniku sedymentacji około 58 – 48 mln lat temu na dnie Oceanu Tetydy. W okresie polodowcowym piaskowce te ulegały selektywnemu wietrzeniu. Najbardziej na wietrzenie narażone były płaszczyzny spękań ciosowych, przetrwały fragmenty najbardziej odporne na wietrzenie. Doprowadziło to do powstania różnorodnych, izolowanych od siebie form skałkowych.
Ze Skałką z Krzyżem związane są dwie legendy. Według jednej z nich proboszcz lubiący hazardowa grę w karty zagrał z diabłem i przegrał wszystkie pieniądze, na koniec również kościół, który dał w zastaw. Diabeł wygrany kościół wraz z proboszczem i parafianami zamienił w skałę. Według drugiej legendy skala istniała tutaj od dawna. Diabeł lubił pod nią siadać i rzucać kamieniami na przejeżdżających drogą kupców i miejscową ludność. Płoszył konie, wyrządzał szkody ludziom i wozom. Nikt nie wiedział kto jest tego sprawcą. Pewien chłop z okolicy domyślił się jednak, że to sprawka diabła i zamontował na skale krzyż, co odstraszyło diabła od tego miejsca.